# Silence Is Golden
Albums de Hushpuppies
The Trap
(2005) The Bipolar Drift
(2011)
Silence is golden est le deuxième album du groupe de rock français HushPuppies. Il est sorti le 5 novembre 2007. La chanson phare de l'album est Bad taste and gold on the doors. Un concours a par ailleurs été organisé à l'initiative du groupe consistant à coller un sticker "I want my Kate Moss" dans des endroits insolites et à le prendre en photo.

## Pistes de l'album
1. A Trip To Vienna
2. Lost Organ
3. Moloko Sound Club
4. Bad Taste And Gold On The Doors
5. Love Bandit
6. Down, Down, Down
7. Fiction In The Facts
8. Lunatic's Song
9. Hot Shot
10. Broken Matador
11. Harmonium